# Јован Буљ
Јован Буљ (Брувно, Лика 1939 — Београд, 3. фебруар 2010) био је београдски саобраћајни милиционер. Био је препознатљив и запамћен по својим грациозним покретима при регулисању саобраћаја.
Почетком 70-их година 20. века био је заштитни знак југословенске престонице. Саобраћај је регулисао на изласку из теразијског тунела, код Дома омладине, али и на Теразијама. Иако се прича да је завршио вишемесечни курс балета у Народном позоришту у Београду и да је зато имао тако грациозне покрете, он је изјавио да се само активно бавио спортом, фудбалом и рукометом.
Био је редован гост на пријемима у Скупштини града, чак и код Јосипа Броза Тита. На позив британских колега, своје умеће је приказао на лондонском Пикадилију. На Светском првенству у грациозном регулисању саобраћаја заузео је треће место. Представљен је и краљици Елизабети. После прераног пензионисања 1980. године радио је дуго година као продавац у трафици у Блоку 70 на Новом Београду, заједно са својом супругом Евом, а након тога и као чувар паркинга испред сплавова на Савском кеју.
Преминуо је 3. фебруара 2010. године у Београду, у 71. години.